# 인어 시리즈
인어 시리즈는 타카하시 루미코의 만화작품 중에 인어를 테마로 둔 비정기적 연재작품의 총칭. 그러나, 전화에 걸쳐서 공통되는 주역 캐릭터가 존재하고 있다.
이 시리즈부터 1991년에 인어의 숲이, 1993년에 인어의 상처가, 빅터 엔터테인먼트에서 OVA로서 제작 및 판매되었다.
2003년에 TV 애니메이션 타카하시 루미코 극장 중 후반에서〈타카하시 루미코 극장・인어의 숲〉으로, 전 11화로 애니메이션화. 내용은 〈인어는 웃지 않는다〉부터 〈약속의 내일〉까지. 그러나 약속의 내일의 전에 〈사리공주〉와 〈최후의 얼굴〉이 들어가 있음. 후에 비디오화되었을 때 OVA로서 2화분 (〈인어의 숲〉)이 추가되었다.
이 시리즈의 이름이 〈인어의 숲〉등이라고 오해되곤 하지만 이들의 타이틀은 기본적으로 시리즈 내의 한 작품의 타이틀이다. 연재된 이야기들이 단행본이 될 때 단편집의 형식으로 나왔기 때문에 만화 단편집 간행의 일반적 통례에 따라 수록작품 중에 좋은 타이틀을 사용한 것인데 이를 팬과 업계의 일부에서 고정시켜 버린 것을 애니메이션 제작측이 쓴 형태인 것이다.
1989년 제 20회 성운상 코믹부문 수상작품.

## 작품의 개요

### 줄거리
현대로부터 500년 정도 전, 어부인 유우타는 동료들과 함께 바닷가에 떠내려 온 인어의 고기를 먹었다. 그러자 동료들은 차례차례로 죽어가고 유우타 혼자만이 살아남았다. 아니, 살아남은 것이 아니라 불로불사의 몸이 된 것이다.
불로불사의 묘약이라고 불리는 인어의 고기. 그것은 보통의 인간에게는 맹독이 된다. 그것을 견뎌내고 불로불사의 몸이 된 자는 수백년에 한명뿐. 유우타가 그 한 사람이었던 것이었다.
그러나 유우타는 그 너무나도 긴 삶이 영원의 고독이 되고 만다. 친근했던 것들과 이별하면서 영원의 시간을 살게 되는 것인가. 언젠가부터 유우타는 원래의 몸으로 돌아가는 것을 절실히 원하게 된다.
원래의 몸으로 돌아가는 것은 “인어를 만나는 것”. 인어를 만나면 어떻게든 된다고 들은 유우타는 인어를 찾아 끝없는 여행을 계속하게 되는 것이다. 전국시대, 에도시대, 현대... 수많은 시대를 흘러가며 살아가는 유우타였지만 어느 날 인어의 마을을 찾게 된다.
유우타가 그곳에서 만난 것은 마나였다. 마나 역시 인어의 고기를 먹은 인간이었다. 그러나, 그것에는 인어의 마을의 놀라운 음모가 있었다. 그리고 결국, 유우타는 또 다시 원래의 몸으로 돌아갈 기회를 놓치고 만다.
우여곡절 끝에 유우타와 마나는 원래 몸으로 돌아가는 여행을 떠나게 된다. 그 영원한 여행 중에 그들은 인어의 전설에 흔들리는 사람들의 슬픔을 계속 보게 된다. 그들이 그들의 원래 몸을 찾을 날은 언제일 것인가.

### 애니메이션 캐스트
- 유우타 : 야마데라 코이치 / 김일
- 마나 : 타카야마 미나미 / 손정아

## 작품 리스트
- 인어는 웃지 않는다
1984년 주간 소년 선데이 증간 8~9월호
- 투어의 마을
1985년 주간 소년 선데이 증간 9~10월호
- 인어의 숲
1987년 주간 소년 선데이 22~23호
- 꿈의 끝
1988년 주간 소년 선데이 23호
- 약속의 내일
1990년 주간 소년 선데이 45~46호
- 인어의 상처
1992년 주간 소년 선데이 5~6호
- 사리공주
1992년 주간 소년 선데이 6월 증간호
- 야차의 눈동자
1993년 주간 소년 선데이 5~6호
- 최후의 얼굴
1994년 주간 소년 선데이 7~8호